# 포두초등학교
포두초등학교는 대한민국 전라남도 고흥군에 있는 공립 초등학교이다.

## 학교 연혁
- 1922년 9월 11일 포두공립보통학교 개교(설립인가 8월 22일)
- 1982년 3월 1일 병설유치원 개원
- 1994년 3월 1일 서분교장 통합
- 1995년 3월 1일 동분교장 통합
- 1995년 3월 1일 포두북국민학교 통폐합
- 1996년 3월 1일 옥강국민학교 통폐합
- 1999년 9월 1일 남성초등학교, 오취분교장 통폐합
- 2010년 3월 1일 송산초등학교 통폐합
- 2017년 9월 1일 제33대 한명철 교장 부임
- 2018년 2월 13일 제93회 졸업장 수여(7,909명)

## 참고 자료
- 포두초등학교 - 한국교육학술정보원 학교알리미